# Comuni della Bolivia

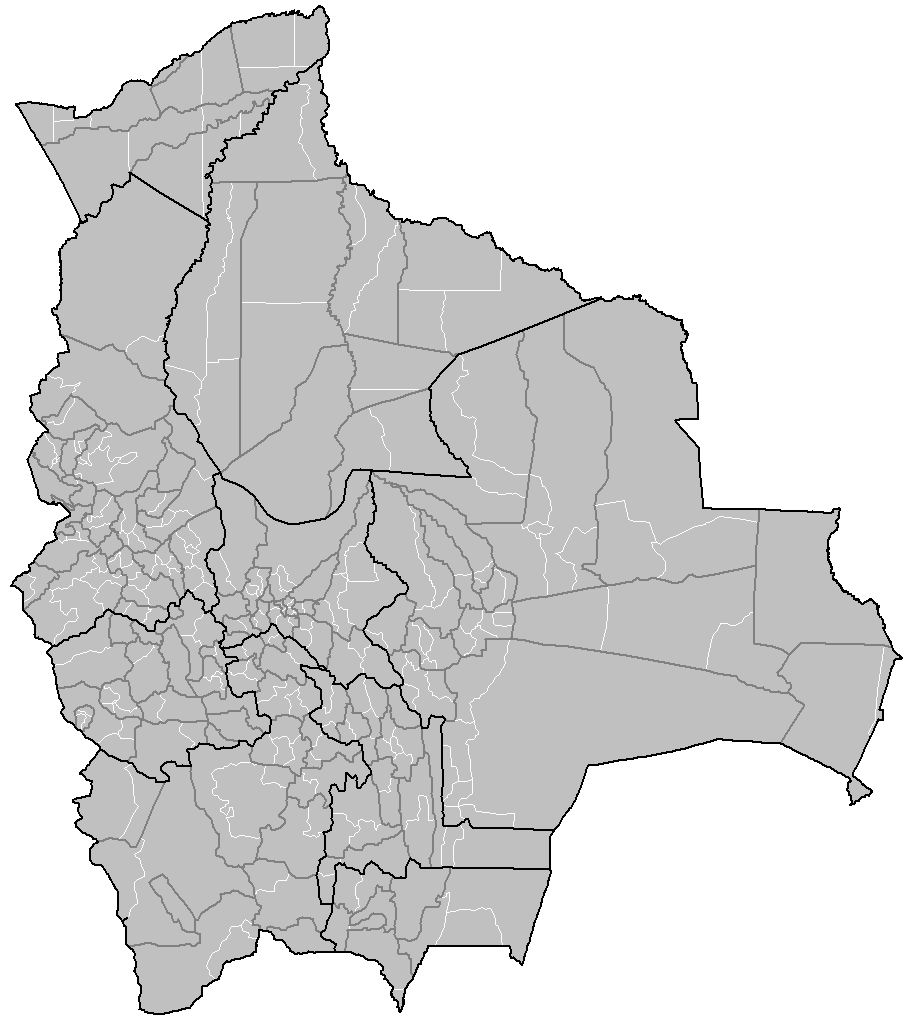
Suddivisione amministrativa della Bolivia in dipartimenti, province e comuni.

I comuni della Bolivia (municipios in spagnolo) rappresentano una suddivisione amministrativa del Paese. Sono 348 e sono raggruppati in 112 province. Ogni comune a sua volta è suddiviso in cantoni (cantónes) e vice-cantoni (vicecantónes). In totale sono presenti 1.374 cantoni. Qui di seguito viene riportato l'elenco completo dei comuni boliviani, suddivisi per dipartimento.

## Dipartimento di Beni

### Provincia di Cercado
- San Javier
- Trinidad

### Provincia di General José Ballivián Segurola
- Reyes
- Rurrenabaque
- San Borja
- Santa Rosa

### Provincia di Iténez
- Baures
- Huacaraje
- Magdalena

### Provincia di Mamoré
- Puerto Siles
- San Joaquín
- San Ramón

### Provincia di Marbán
- Loreto
- San Andrés

### Provincia di Moxos
- San Ignacio de Moxos

### Provincia di Vaca Díez
- Guayaramerín
- Riberalta

### Provincia di Yacuma
- Exaltación
- Santa Ana del Yacuma

## Dipartimento di Cochabamba

### Provincia di Arani
- Arani
- Vacas

### Provincia di Arque
- Arque
- Tacopaya

### Provincia di Ayopaya
- Ayopaya
- Morochata

### Provincia di Bolívar
- Bolívar

### Provincia di Capinota
- Capinota
- Santiváñez
- Sicaya

### Provincia di Carrasco
- Chimoré
- Pocona
- Pojo
- Puerto Villarroel
- Totora

### Provincia di Cercado
- Cochabamba

### Provincia di Chapare
- Colomi
- Sacaba
- Villa Tunari

### Provincia di Esteban Arce
- Anzaldo
- Arbieto
- Sacabamba
- Tarata

### Provincia di Germán Jordán
- Cliza
- Toko
- Tolata
- Vila Vila

### Provincia di Mizque
- Alalay
- Mizque

### Provincia di Narciso Campero
- Aiquile
- Omereque
- Pasorapa

### Provincia di Punata
- Cuchumuela
- Punata
- San Benito
- Tacachi
- Villa Rivero

### Provincia di Quillacollo
- Colcapirhua
- Quillacollo
- Sipe Sipe
- Tiquipaya
- Vinto

### Provincia di Tapacarí
- Tapacarí

### Provincia di Tiraque
- Tiraque

## Dipartimento di Chuquisaca

### Provincia di Belisario Boeto
- Villa Serrano

### Provincia di Hernando Siles
- Huacareta
- Monteagudo

### Provincia di Juana Azurduy de Padilla
- Azurduy
- Tarvita

### Provincia di Jaime Zudáñez
- Icla
- Mojocoya
- Presto
- Zudáñez

### Provincia di Luis Calvo
- Huacaya
- Macharetí
- Villa Vaca Guzmán

### Provincia di Nor Cinti
- Camargo
- Incahuasi
- San Lucas

### Provincia di Oropeza
- Poroma
- Yotala

### Provincia di Sud Cinti
- Culpina
- Las Carreras
- Villa Abecia

### Provincia di Tomina
- El Villar
- Padilla
- Sopachuy
- Sucre
- Tomina
- Villa Alcalá

### Provincia di Yamparáez
- Tarabuco
- Yamparáez

## Dipartimento di La Paz

### Provincia di Abel Iturralde
- Ixiamas
- San Buenaventura

### Provincia di Aroma
- Ayo Ayo
- Calamarca
- Collana
- Colquencha
- Patacamaya
- Sica Sica
- Umala

### Provincia di Bautista Saavedra
- Charazani
- Curva

### Provincia di Caranavi
- Caranavi

### Provincia di Eliodoro Camacho
- Mocomoco
- Puerto Acosta
- Puerto Carabuco

### Provincia di Franz Tamayo
- Apolo
- Pelechuco

### Provincia di Gualberto Villarroel
- Chacarilla
- Papel Pampa
- San Pedro de Curahuara

### Provincia di Ingavi
- Desaguadero
- Guaqui
- Tiahuanacu
- Viacha

### Provincia di Inquisivi
- Cajuata
- Colquiri
- Ichoca
- Inquisivi
- Licoma Pampa
- Quime

### Provincia di José Manuel Pando
- Catacora
- Santiago de Machaca

### Provincia di Larecaja
- Combaya
- Guanay
- Quiabaya
- Sorata
- Tacacoma
- Tipuani

### Provincia di Loayza
- Cairoma
- Luribay
- Malla
- Sapahaqui
- Yaco

### Provincia di Los Andes
- Batallas
- Laja
- Pucarani
- Puerto Pérez

### Provincia di Manco Kapac
- Copacabana
- San Pedro de Tiquina
- Tito Yupanqui

### Provincia di Muñecas
- Aucapata
- Ayata
- Chuma

### Provincia di Nor Yungas
- Coripata
- Coroico

### Provincia di Omasuyos
- Achacachi
- Ancoraimes

### Provincia di Pacajes
- Calacoto
- Callapa
- Caquiaviri
- Charaña
- Comanche
- Coro Coro
- Nazacara de Pacajes
- Waldo Ballivián

### Provincia di Pedro Domingo Murillo
- Achocalla
- El Alto
- La Paz
- Mecapaca
- Palca

### Provincia di Sud Yungas
- Chulumani
- Irupana
- La Asunta
- Palos Blancos
- Yanacachi

## Dipartimento di Oruro

### Provincia di Atahuallpa
- Chipaya
- Coipasa
- Sabaya

### Provincia di Carangas
- Choquecota
- Corque

### Provincia di Cercado
- Caracollo
- El Choro
- Oruro

### Provincia di Eduardo Avaroa
- Challapata
- Santuario de Quillacas

### Provincia di Ladislao Cabrera
- Pampa Aullagas
- Salinas de Garcí Mendoza

### Provincia di Litoral
- Cruz de Machacamarca
- Escara
- Esmeralda
- Huachacalla
- Yunguyo del Litoral

### Provincia di Puerto de Mejillones
- Carangas
- La Rivera
- Todos Santos

### Provincia di Nor Carangas
- Huayllamarca

### Provincia di Pantaléon Dalence
- Huanuni
- Machacamarca

### Provincia di Poopó
- Antequera
- Pazña
- Poopó

### Provincia di Sajama
- Curahuara de Carangas
- Turco

### Provincia di San Pedro de Totora
- Totora

### Provincia di Saucarí
- Toledo

### Provincia di Sebastián Pagador
- Santiago de Huari

### Provincia di Sud Carangas
- Andamarca
- Belén de Andamarca

### Provincia di Tomás Barrón
- Eucaliptus

## Dipartimento di Pando

### Provincia di Abuná
- Ingavi
- Santa Rosa del Abuná

### Provincia di Federico Román
- Nueva Esperanza
- Santos Mercado
- Villa Nueva

### Provincia di Madre de Dios
- Puerto Gonzalo Moreno
- San Lorenzo
- Sena

### Provincia di Manuripi
- Filadelfia
- Puerto Rico
- San Pedro

### Provincia di Nicolás Suárez
- Bella Flor
- Bolpebra
- Cobija
- Porvenir

## Dipartimento di Potosí

### Provincia di Alonso de Ibáñes
- Caripuyo
- Sacaca

### Provincia di Antonio Quijarro
- Porco
- Tomave
- Uyuni

### Provincia di Charcas
- San Pedro de Buena Vista
- Toro Toro

### Provincia di Chayanta
- Colquechaca
- Ocurí
- Pocoata
- Ravelo

### Provincia di Cornelio Saavedra
- Betanzos
- Chaquí
- Tacobamba

### Provincia di Daniel Campos
- Llica
- Tahua

### Provincia di Enrique Baldivieso
- San Agustín

### Provincia di General Bernardino Bilbao
- Acasio
- Arampampa

### Provincia di José María Linares
- Caiza "D"
- Puna

### Provincia di Modesto Omiste
- Villazón

### Provincia di Nor Chichas
- Cotagaita
- Vitichi

### Provincia di Nor Lípez
- Colcha "K"
- San Pedro de Quemes

### Provincia di Rafael Bustillo
- Chayanta
- Llallagua
- Uncía

### Provincia di Sud Chichas
- Atocha
- Tupiza

### Provincia di Sud Lípez
- Mojinete
- San Antonio de Esmoruco
- San Pablo de Lípez

### Provincia di Tomás Frías
- Potosí
- Tinguipaya
- Urmiri
- Yocalla

## Dipartimento di Santa Cruz

### Provincia di Andrés Ibáñez
- Cotoca
- El Torno
- La Guardia
- Porongo
- Santa Cruz de la Sierra

### Provincia di Ángel Sandoval
- San Matías

### Provincia di Chiquitos
- Pailón
- Roboré
- San José de Chiquitos

### Provincia di Cordillera
- Boyuibe
- Camiri
- Charagua
- Cuevo
- Gutiérrez
- Lagunillas

### Provincia di Florida
- Mairana
- Pampa Grande
- Quirusillas
- Samaipata

### Provincia di Germán Busch
- El Carmen Rivero Tórrez
- Puerto Quijarro
- Puerto Suárez

### Provincia di Guarayos
- Ascención de Guarayos
- El Puente
- Urubichá

### Provincia di Ichilo
- Buena Vista
- Cabezas
- San Carlos
- San Juan de Yapacaní
- Yapacaní

### Provincia di Ignacio Warnes
- Okinawa Uno
- Warnes

### Provincia di José Miguel de Velasco
- San Ignacio de Velasco
- San Miguel de Velasco
- San Rafael

### Provincia di Manuel María Caballero
- Comarapa
- Saipina

### Provincia di Ñuflo de Chávez
- Concepción
- Cuatro Cañadas
- San Antonio de Lomerío
- San Javier
- San Julián
- San Ramón

### Provincia di Obispo Santistevan
- Fernández Alonso
- Mineros
- Montero
- Saavedra
- San Pedro

### Provincia di Sara
- Colpa Bélgica
- Portachuelo
- Santa Rosa del Sara

### Provincia di Vallegrande
- Moro Moro
- Postrer Valle
- Pucará
- Trigal
- Vallegrande

## Dipartimento di Tarija

### Provincia di Aniceto Arce
- Bermejo
- Padcaya

### Provincia di Burdet O'Connor
- Entre Ríos

### Provincia di Cercado
- Tarija

### Provincia di Eustaquio Méndez
- Villa San Lorenzo

### Provincia di Gran Chaco
- Caraparí
- Villamontes
- Yacuíba

### Provincia di José María Avilés
- Uriondo
- Yunchará